# Carvoeira (Mafra)
Carvoeira is een plaats (freguesia) in de Portugese gemeente Mafra en telt 1432 inwoners (2001).